# Silvestriola jujubae
Silvestriola jujubae är en tvåvingeart som beskrevs av Dali Chandra 1988. Silvestriola jujubae ingår i släktet Silvestriola och familjen gallmyggor. Inga underarter finns listade i Catalogue of Life.